# 托雷斯海峽條約
托雷斯海峽條約，為澳洲與巴布亞新幾內亞（下稱「巴國」）於1978年簽訂的一項邊界條約，旨在解決巴國自澳洲獨立後，兩國劃分托雷斯海峽與其上島嶼的安排。該條約於1978年12月18日由澳洲總理弗雷澤與巴國總理索馬雷於悉尼簽訂，1985年2月15日正式生效。

## 背景

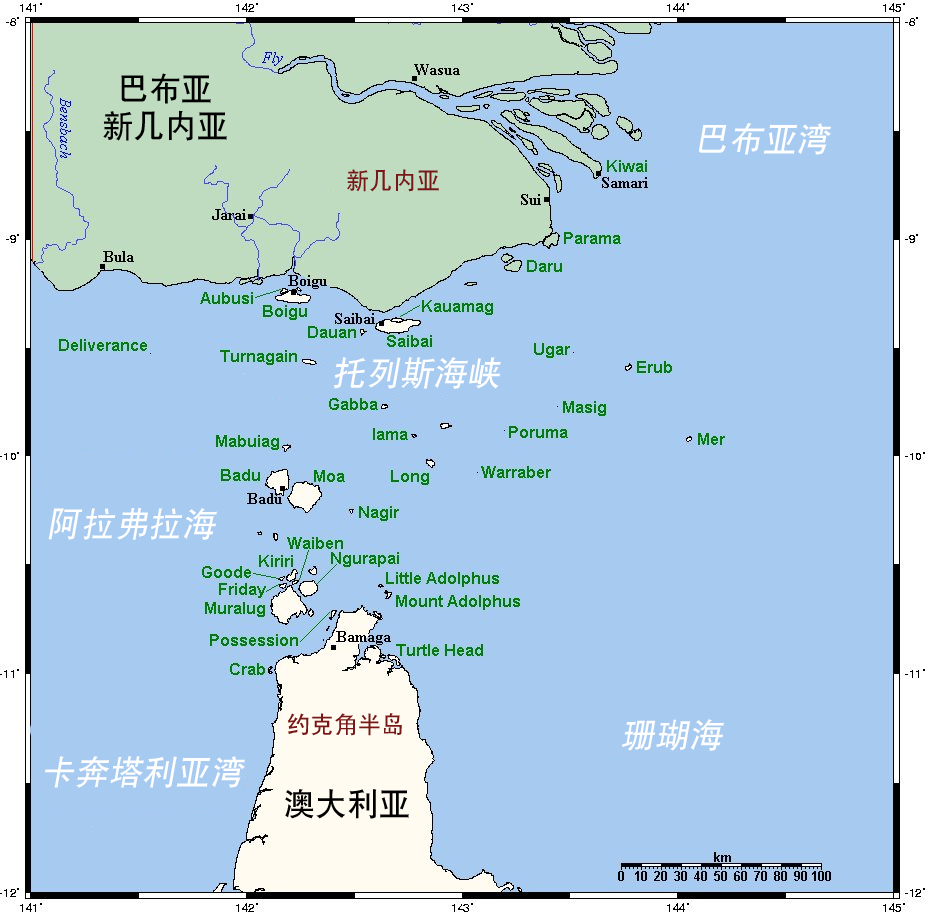
托雷斯海峽地圖，可見其絕大部分島嶼均按此條約劃歸澳洲

自1872年托雷斯海峽群島併入昆士蘭殖民地，以及巴布亞領地於1888年建立後，托雷斯海峽曾經是澳洲內海。直至澳洲於1975年9月通過《巴布亞新幾內亞獨立法令》，巴國正式脫離澳洲，而兩地間的托雷斯海峽亦隨即成為跨國水域。然而，由於法案並未界定兩國國界，雙方其後就此進行談判。
談判期間，巴國主張海上邊界不應貼近新幾內亞島，另澳洲方面亦曾擬作出讓步，將托雷斯海峽北部島嶼割讓予巴國。然而，由於托雷斯海峡岛民擔心當地與澳洲的聯繫會被斷絕，加上時任昆士蘭州州長彼得森的反對，上述劃界方案最終未有實施。
直至1978年，雙方正式簽訂《托雷斯海峽條約》，確立兩國的海上邊界及相關島嶼管轄權，但條約直至7年後才正式生效。

## 內容
邊界條約主要內容如下
：
- 除毗鄰新幾內亞島的三個島嶼為巴國管轄外，其餘托雷斯海峽上島嶼繼續劃歸澳洲管治；
- 澳、巴兩國的海上邊界分為兩種，當中海床邊界按中線原則劃界，而漁業邊界則有一部分貼近巴國海岸；
- 海峽範圍劃為保護區，以保障當地原住民生活及維護生態；
- 海峽兩岸居民可於指定區域內自由進出，無須證照。

## 註解
1. ↑  全稱：《澳洲和巴布亞新幾內亞獨立國關於確定兩國間托雷斯海峽主權及海上邊界的條約》 